# Auguste Frühauf
Auguste Frühauf, geborene Mayerhofer (* 1810 in Karlsruhe; † 1852 in Frankfurt am Main), war eine deutsche Kinderdarstellerin und Theaterschauspielerin.

## Leben
Frühauf war ein Schauspielerkind und wurde von ihrem Vater für die Bühne erzogen. Sie trat schon im jugendlichen Alter in Kinderrollen auf. Mit 18 Jahren wurde sie nach einem erfolgreich absolvierten Gastspiel („Christine“ in Königin von 16 Jahren, „Leopoldine“ in bester Ton, „Kunigunde“ in Hans Sachs), in Frankfurt am Main engagiert, an welcher Bühne sie bis 1844 wirkte, zog sich jedoch in diesem Jahr vom Theater gänzlich zurück und starb 1852 in Frankfurt.

## Kritik
Trotzdem Frühauf nur 6 Jahre künstlerisch tätig war, so stellt ihr doch die damalige Kritik ein geradezu glänzendes Zeugnis über ihre Begabung aus:
Frühauf ist eine Darstellerin gewesen, die auf der Folie seltener natürlicher Anmut eine so feine detaillierte Charakteristik des Lustspiels entfaltet, wie in Deutschland nur ganz wenige Schauspielerinnen. Sie ist durch und durch Inspiration, und wird sich daher immer an die Wahrheit und Poesie halten müssen, um zu gefallen. Sie hat in der Tat große Ähnlichkeit mit der Mars – denn wir dürfen hier den größten Maßstab anlegen – sie gleicht ihr selbst in gewisser Hinneigung zu einem sentimentalen Tone in der Komödie, die aber nicht mit sentimentaler Manier zu verwechseln ist … 